# Gentbrugge
Gentbrugge é uma cidade da Bélgica, na província da Flandres Oriental. Situada a este de Gant, de cuja aglomeração faz parte, dedica-se à agricultura (viveiros) e possui indústrias químicas e metalúrgicas.
- Website van de VLD Gentbrugge met veel informatie over de regio